# Осако Кейсуке
Осако Кейсуке (яп. 大迫 敬介; нар. 28 липня 1999) — японський футболіст, що грав на позиції воротаря.

## Клубна кар'єра
У дорослому футболі дебютував 2018 року виступами за команду клубу «Санфрече Хіросіма».

## Кар'єра в збірній
З 2019 року залучався до складу національної збірної Японії, з якою брав участь у Кубок Америки 2019. У формі головної команди країни зіграв 2 матчі.

## Статистика виступів
| Збірна Японії | Збірна Японії | Збірна Японії |
| Рік           | Матчі         | Голи          |
| ------------- | ------------- | ------------- |
| 2019          | 2             | 0             |
| Загалом       | 2             | 0             |

## Досягнення
- Володар Кубка Джей-ліги: 2022
- Володар Суперкубка Японії: 2025

Збірні
- Переможець Чемпіонату Східної Азії: 2022